# Ochna Thomasova
Ochna Thomasova (Ochna thomasiana) je rostlinný druh z rozsáhlého rodu ochna. Je to tropický, stálezelený keř nebo nízký strom který bývá pěstován i mimo svou domovskou východní Afriku pro dekorativní květy i netradiční plody, má schopnost se v tropech rychle šířit mimo vyhrazené území.

## Rozšíření
Tento nenáročný druh pochází z tropické Afriky, konkrétně ze Somálska, Keni a Tanzanie, kde roste jak na chudé půdě ve skalnaté buši tak i jako podrost v narušených, středně vlhkých lesích v nadmořské výšce do 600 m. Jako okrasná rostlina byla ochna Thomasova šířena do tropických oblastí v Asii, Austrálii i Oceánii kde na mnohých místech zplaněla a přešla tam nekontrolovaně do domácí květeny.

## Popis
Ochna Thomasova vyrůstá nejčastěji jako keř nebo někdy i jako nižší strom, běžně nebývá vyšší než 3 až 5 m. Má drsnou, tmavě hnědou až červenohnědou kůru se světlými lenticelami. Přisedlé nebo krátce řapíkaté, lysé listy vyrůstají střídavě, jsou úzce obvejčité nebo eliptické, 3 až 10 cm dlouhé a 1 až 2 cm široké. Jejich celistvé čepele jsou na bázi zaoblené nebo mají ouška, na vrcholu jsou zašpičatělé (někdy s měkkým hrotem), po obvodě mají v horní části několik malých zoubků a z plochy vystupuje žilnatina. Mladé listy jsou brvité po celém okraji, starší jen u báze.
Pětičetné oboupohlavné květy na stopkách vyrůstají až po dvaceti v hroznovitých květenstvích s krátkými postranními větvičkami. Kvetení začíná otevřením nápadně žlutě zbarvených, voňavých květů které mají korunu tvořenou žlutými, volnými, obvejčitými až okrouhlými, po opylení brzy opadávajícími lístky dlouhými 12 až 22 mm; uvnitř vyrůstá množství žlutých tyčinek. Po opylení se počínají vytrvalé, eliptické, střechovitě uspořádané kališní lístky zvětšovat až na velikost 15 × 6 mm, stávají se kožnaté a hlavně se mění jejich zelená barva na zářivě rudou. Květy bývají opylovány ptáky, motýly a jiným hmyzem.
Plodenství je tvořeno nejprve zelenými a ve zralosti leskle černými, eliptickými, asi 8 mm velkými, jednosemennými peckovičkami uspořádanými v kruhu okolo vystouplé červené češule obklopené trvalým červeným kalichem. Jejich zrání trvá průměrně tři měsíce. Nedozrávají současně a zralé opadávají nebo je přímo v květech konzumují ptáci. Na rostlině jsou často vedle sebe současně květy rašící, kvetoucí i zelené či černé plody.

## Význam
Jsou používány pro rychle zarůstající živé ploty a hlavně jako ozdobné rostliny v parcích, větších zahradách či okolo silnic v městské zástavbě, lze je dle potřeby tvarovat. Ochna Thomasova je dlouhověkou rostlinou a pro podporu kvetení je zapotřebí ji prořezávat.
Rozšiřuje se hlavně semeny která nestrávená roznášejí ptáci v trusu. Má rozvětvené, hluboko zasahující kořeny, které ji umožňují růst v tvrdém kamenitém terénu a proto není snadné je vytahat. Po vykácení se rostlina ze spících pupenů na zbytcích kořenů obnovuje a pokračuje v růstu. Nedoporučuje se ji vysazovat do volné krajiny, protože v krátké době vytváří neprostupné a stále se rozšiřující houštiny.

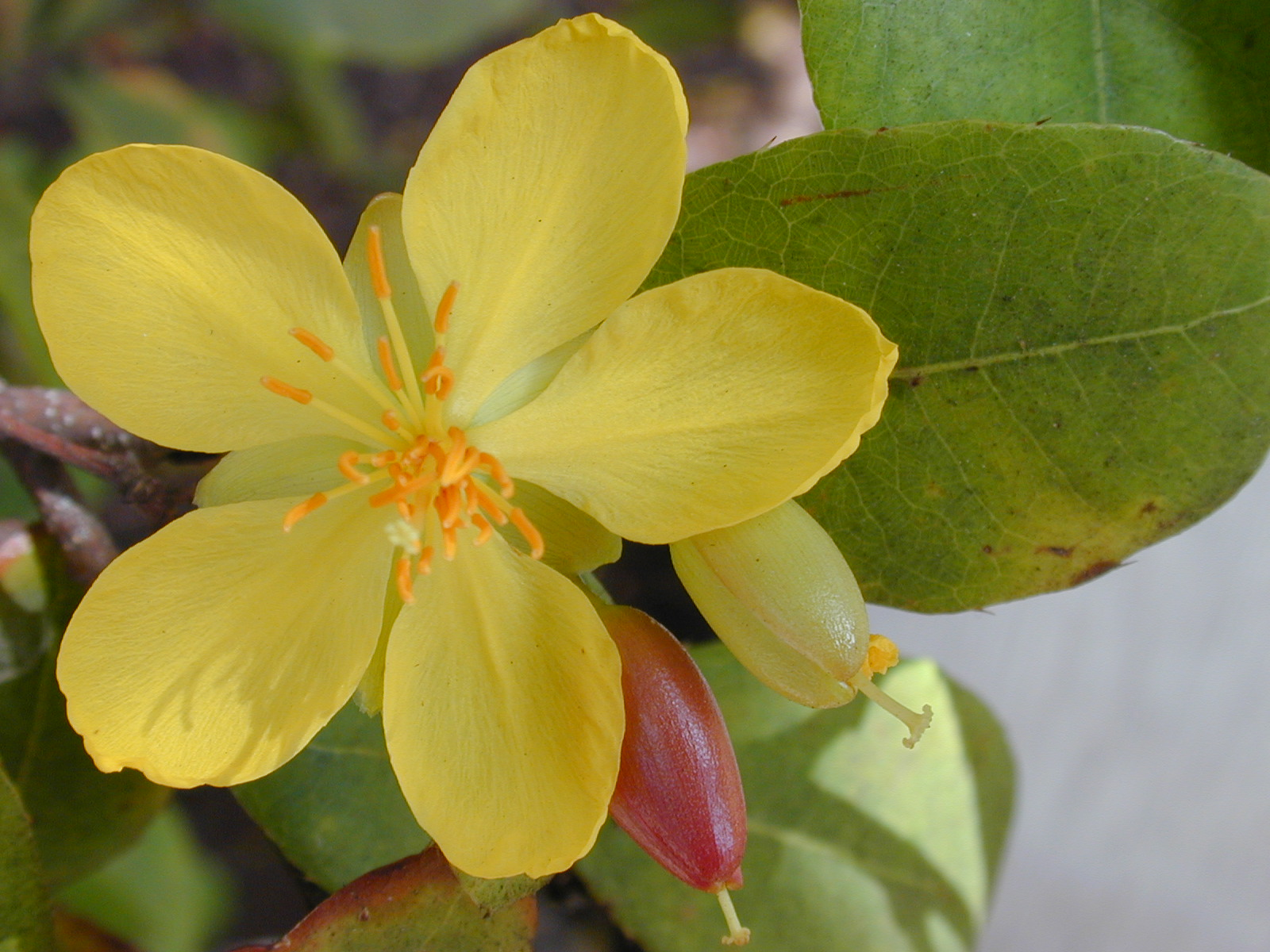
Žlutá koruna
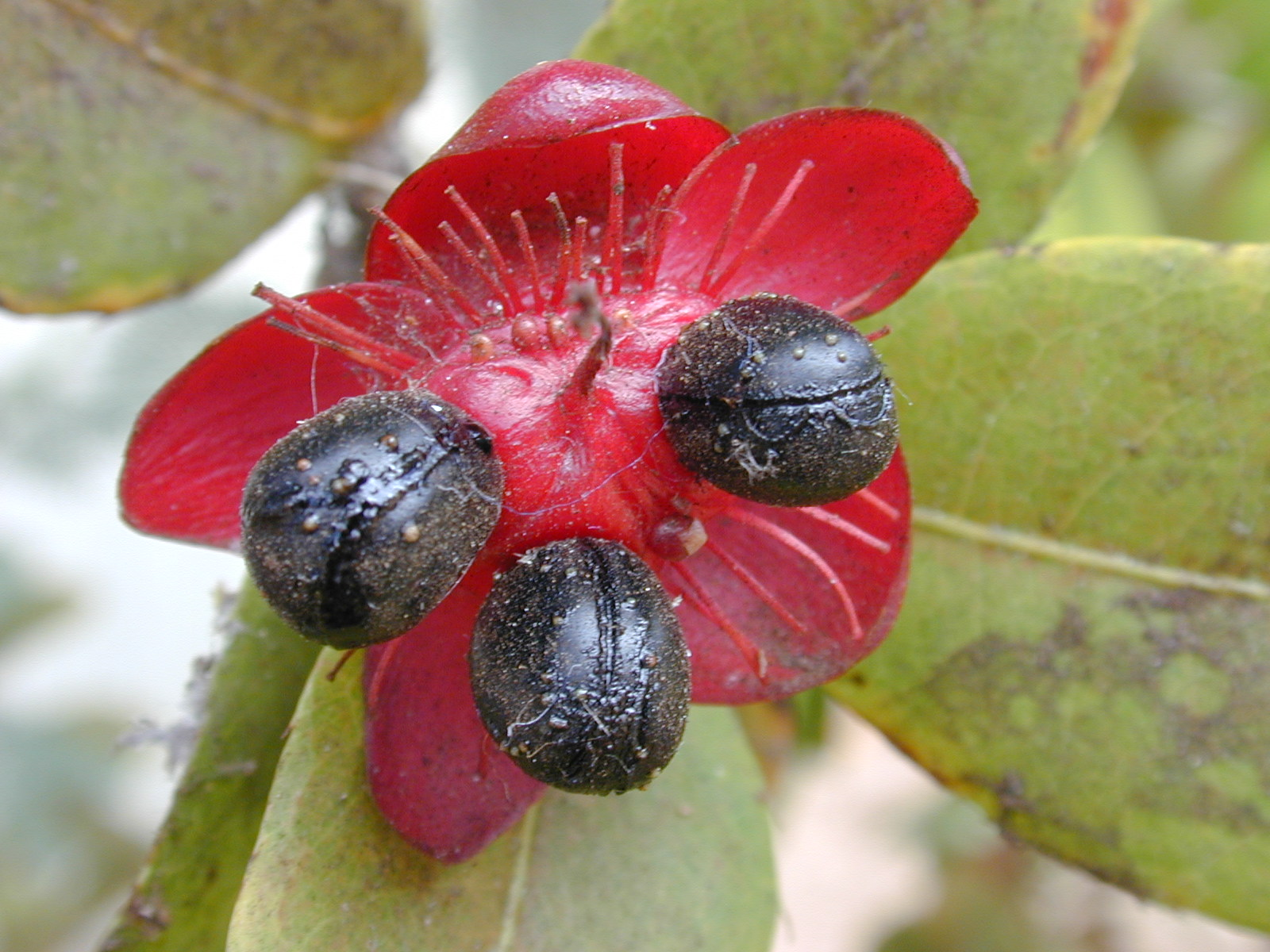
Červený kalich a peckovičky